# 김남훈 (1974년)
김남훈(1974년 11월 14일~ )은 대한민국의 프로레슬러, 작가이다. 그는 프로레슬러, UFC 해설자, WWE 해설자, 칼럼니스트, 작가 등 다양한 분야에서 활동했고 '육체파 창조형 지식노동자'라는 별칭이 있다.
키 182cm로 남성 프로레슬러로서는 그리 큰 키는 아니다.

## 생애
그는 공과대학을 졸업하였고 일제 오토바이를 좋아해서 일본어까지 습득하게 되었다. 처음 세상에 이름을 널리 알린 것은 1999년 '엽기 일본어'라는 인터넷 방송을 진행하면서부터였다. 이 방송에서 공동 진행자와 함께 여느 외국어 교육방송과는 차별화하여 여자 유혹하기, 길에서 화장실 찾기, 일본의 성문화 등 다소 과격하고 외설적인 주제에 적합한 일본어를 가르쳤다. 2000년 10월에는 방송 대본을 모아 책으로 냈다. 이후 언론인 김어준과 친교를 맺고 딴지일보 기자와 MBC 라디오 DJ로도 활동했다.
2000년에는 프로레슬러로 데뷔했다. 2009년 2월까지 알려진 전적은 38전 6승 32패다. 2005년에는 연습 도중 부상으로 하반신 마비가 될 뻔 했다. 2008년부터는 UFC 해설위원을 지냈고, 작가로서 다수의 저서와 칼럼을 집필하였다.
김남훈은 프로레슬러일 뿐만 아니라 사회 참여와 방송 출연도 활발히 하였다. 2010년에는 강제 철거 위기에 놓인 서울 마포구 '두리반' 농성에 참여하기도 했고, 트위터 등 SNS를 통해 제17대 대통령 이명박을 비판하기도 했으며, 비정규직 청소노동자 문제 해결에 참여하기도 했다. 2011년에는 오마이뉴스를 통해 소셜테이너로 선정되었다.

## 방송 및 해설 활동
- 2000년 MBC 월드넷 영파워 DJ
- 2007년 Xports 월드 스트롱맨 컵 해설
- 2007년 MBC 아이러브 스포츠 코너 진행
- 2007년 KBS2 신나는 오후 4시 코너 출연
- 2008년 수퍼액션 UFC 해설
- 2012년 한겨레 김남훈의 싸우는 사람들 연재
- 2013년 오마이뉴스 TV 이슈 털어주는 남자 코너 진행
- 2013년 씨네21 '디스토피아로부터' 연재
- 2014년 국민TV. 김선 김남훈의 시사라디오
- 2014년 GO발뉴스 《상해임시정부》
- 2014년 딴지일보 《과이언맨》
- 2015년 ~ 2018년 IB 스포츠 WWE 먼슬리 스폐셜, WWE 스맥다운, 월드 스트롱맨 챔피언십 해설
- 2017년 MX 배틀봇2:로봇 격투대전, 스트롱맨 챔피언십, 스파르탄 레이스 해설
- 2017년 KBS N 스포츠 벨라토르 MMA 해설
- 2018년 MX 신일본 프로레슬링 해설
- 2020년 채널A 《행복한 아침》 2월 28일 게스트

## 저서
- <<엽기 일본어>>, 시공사, 2000
- <<PDA 때려잡기>>, 심마니, 2001
- <<벨소리 말고 뭘알아?>>, 스포츠서울, 2003 (장나라와 공저)
- <<역도산이 왔다>>, 아이디오, 2003
- <<멜로드라마 파이터>>, 텍스트, 2009
- <<청춘 매뉴얼 제작소>>, 해냄출판사, 2010
- <<세상을 바꾸는 시간 15분 I>>, 2011 (이범, 곽동수 등과 공저)
- <<통하면 아프지 않다>>, 북스코프, 2012 (하종강, 강풀 등과 공저)
- <<트위터 그 140자 평등주의>>, 자음과모음, 2012 (이택광, 박권일 등과 공저)
- <<싸우는 사람들>>, 씨네21, 2013